# Ministeriet for Fødevarer, Landbrug og Fiskeri

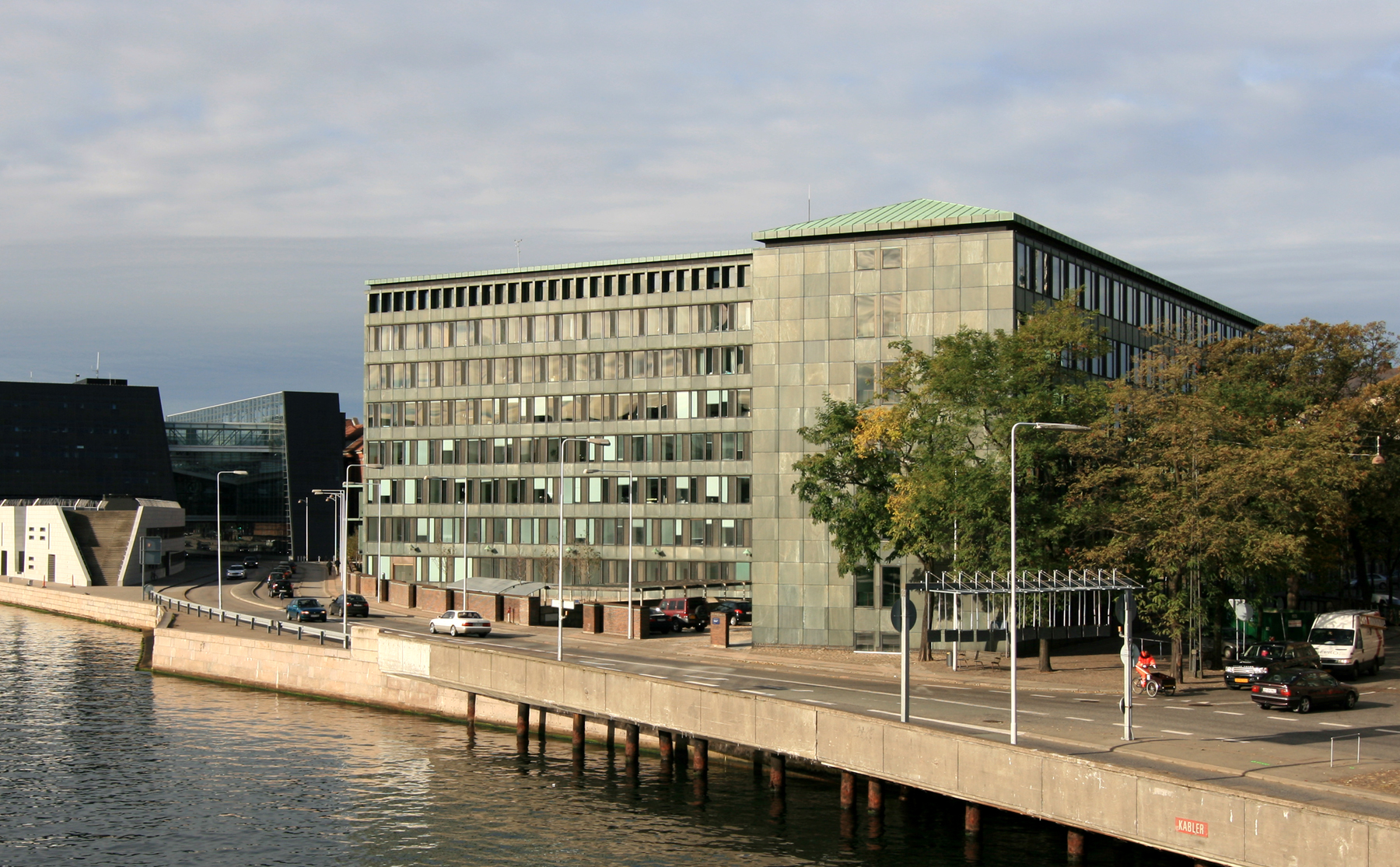
Der Sitz des Ministeriums 2007

Das Ministeriet for Fødevarer, Landbrug og Fiskeri ist das Ministerium für Nahrungsmittel, Landwirtschaft und Fischerei des Königreiches Dänemark. Es bestand von 1997 bis 2015 und wurde im November 2020 unter gleichem Titel reorganisiert.

## Geschichte
1896 wurde das Landwirtschaftsministerium (Landbrugsministeriet) gegründet. Zu dessen Kompetenzen zählte zunächst auch die dänische Fischerei, bis 1929 das eigenständige Fischereiministerium (Fiskeriministeriet) gegründet wurde (ab 1935 im Ministeriet for Søfart og Fiskeri, dt. Ministerium für Seefahrt und Fischerei, 1947 wurden Seefahrt und Fischerei wieder getrennt). Die Ressorts Landwirtschaft und Fischerei wurden 1994 wieder zusammengelegt zum Landbrugs- og Fiskeriministeriet (Landwirtschafts- und Fischereiministerium). Dieses ging am 28. Juni 2015 im Umwelt- und Nahrungsmittelministerium auf.
Im Zuge einer Kabinettsumbildung wurde der Umweltbereich wieder zu einem selbstständigen Ministerium aufgewertet.
Die Reorganisierung 1997 war ein Ausdruck der verlagerten Verbraucher- und Industrieinteressen. Die ursprünglich zum Landwirtschaftsministerium gehörenden Abteilungen zu Forstwirtschaft und Katasterwesen, wurden 1973 zum Umweltministerium respektive 1987 zum Wohnungsministerium (Boligministeriet) abgegeben. Mit der Gründung des Ministeriums für Familien- und Verbraucheranliegen (Ministeriet for Familie- og Forbrugeranliggender) wurden einige Sachgebiete zu Nahrungsmitteln an dieses Ministerium abgegeben. Nach der Auflösung dieses Ministeriums 2007 kamen die entsprechenden Sachgebiete zurück an das Ministerium für Nahrungsmittel, Landwirtschaft und Fischerei. Wegen der am 1. Januar 2007 in Kraft getretenen Universitätsreform musste das Ministerium die Fischereiuntersuchungen des Königreiches an Dänemarks Technische Universität und die Ackerbauforschung des Königreiches an die Universität Aarhus abgeben.

## Minister
| Minister               | Partei             | Amtsantritt        | Abschied           | Kabinett                                               |
| ---------------------- | ------------------ | ------------------ | ------------------ | ------------------------------------------------------ |
| Henrik Dam Kristensen  | Socialdemokraterne | 30. Dezember 1996  | 23. Februar 2000   | Poul Nyrup Rasmussen III & IV                          |
| Ritt Bjerregaard       | Socialdemokraterne | 23. Februar 2000   | 27. November 2001  | Poul Nyrup Rasmussen IV                                |
| Mariann Fischer Boel   | Venstre            | 27. November 2001  | 2. August 2004     | Anders Fogh Rasmussen I                                |
| Hans Christian Schmidt | Venstre            | 2. August 2004     | 12. September 2007 | Anders Fogh Rasmussen I & II                           |
| Eva Kjer Hansen        | Venstre            | 12. September 2007 | 23. Februar 2010   | Anders Fogh Rasmussen II, III & Lars Løkke Rasmussen I |
| Henrik Høegh           | Venstre            | 23. Februar 2010   | 3. Oktober 2011    | Lars Løkke Rasmussen I                                 |
| Mette Gjerskov         | Socialdemokraterne | 3. Oktober 2011    | 9. August 2013     | Thorning-Schmidt I                                     |
| Karen Hækkerup         | Socialdemokraterne | 9. August 2013     | 12. Dezember 2013  | Thorning-Schmidt I                                     |
| Dan Jørgensen          | Socialdemokraterne | 12. Dezember 2013  | 28. Juni 2015      | Thorning-Schmidt I & II                                |
| Rasmus Prehn           | Socialdemokraterne | 19. November 2020  | 15. Dezember 2022  | Frederiksen I                                          |
| Jacob Jensen           | Venstre            | 15. Dezember 2022  | im Amt             | Frederiksen II                                         |